# Кунчани
Кунчани су насељено место у саставу Града Озља, до нове територијалне организације у саставу бивше општине Озаљ, у Карловачкој жупанији, Хрватска.

## Географски положај
Налазе се на надморској висини од 652 метра. Село је смештено на јужним падинама Жумберачке Горе, 20 километара северно од Озља, седишта Града.

## Историја
У урбару из 1830. године стоји да „село има 7 кућа и 88 гркосједињених становника (унијата)".

## Становништво

### Број становника по пописима
| Националност   | 2001. | 1991. | 1981. | 1971. | 1961. | 1953. | 1948. | 1931. | 1921. | 1910. | 1900. | 1890. | 1880. | 1869. | 1857. |
| бр. становника | 0     | 5     | 17    | 40    | 81    | 78    | 72    | 87    | 111   | 109   | 123   | 125   | 133   | 133   | 100   |

- напомене:

У 2001. без становника.

### Национални састав
| Националност       | 1991.      | 1981.      | 1971.       | 1961.       |
| Срби               | 2 (40,00%) | 9 (52,94%) | 10 (25,00%) | 52 (64,19%) |
| Хрвати             | 0          | 8 (47,05%) | 28 (70,00%) | 29 (35,80%) |
| Југословени        | 2 (40,00%) | 0          | 0           | 0           |
| остали и непознато | 1 (20,00%) | 0          | 2 (5,00%)   | 0           |
| Укупно             | 5          | 17         | 40          | 81          |

## Црква
Насеље припада гркокатоличкој (унијатској) парохији „Ускрснућа Господњега“ из Радатовића, Жумберачки викаријат Крижевачке епархије.